# ستریمونیوم
ستریمونیوم ممکن است به یکی از موارد زیر اشاره داشته باشد:
- ستریمید - سی
- ستریمونیوم کلرید